# على أجسادهم (فلم)
على أجسادهم هو فيلم وثائقي للمخرجة الفلسطينية عرب لطفي أنتج عام 2008 يتناول الفيلم مجزرة الطنطورة في مايو 1948، التي ظلت مجهولة لنحو نصف قرن. يقدم الفيلم هذه المجزرة كنموذج لما يُعرف بالمجزرة الكبرى، التي نفذتها الحركة الصهيونية الاستعمارية العنصرية بهدف التطهير العرقي لفلسطين وإقامة كيان فاشي ضمن المشروع الإمبريالي في المنطقة.

## أحداث الفيلم
يبدأ الفيلم برصد بدايات الاستيطان منذ القرن التاسع عشر وعلاقتها بالمشروع الصهيوني وفكر ثيودور هرتزل، ويعرض نظريات الإبادة وخططها مع تزايد الدعم الاستعماري. ثم ينتقل الفيلم ليرصد الذكريات الشفوية لأهل الطنطورة، مدعمة بآراء باحثين مثل بهجت أبو غربية، د. خالد عايد، وتيدي كاتس، والاستفادة من دراسة إيلان بابي وشهادات العيان.
ومن ثم يعيد الفيلم بناء المجزرة وفقًا للحكايات المروية، ويستعرض مقاومة السكان ضمن ظروفهم الصعبة. ويعيد تأسيس القرية عبر ذاكرة أهل الطنطورة، ويستعرض كيف كانت في خيالهم وكما هي الآن في وجدانهم. وفي الجزء الأخير يتناول الفيلم الأجيال الجديدة من أبناء الطنطورة بين الشتات وفلسطين 48، مسلطًا الضوء على محاولاتهم للحفاظ على التواصل مع قريتهم كمشروع عودة لا يمكن التنازل عنه.